# Madeleine Baranger
Madeleine Baranger (Madé) (nacida Coldefy, 23 de enero de 1920, Francia - 19 de junio de 2017, Buenos Aires) fue una figura del psicoanálisis en Argentina y Uruguay, considerada una experta, no solo en el psicoanálisis desde el punto de vista científico, sino también en el campo de la formación analítica. Basándose en la experiencia clínica con sus pacientes, desarrolló sus contribuciones científicas en el psicoanálisis, en particular, la teoría del campo psicoanalítico y conceptos tales como baluarte, parasitación y segunda mirada. Su obra contempla varias temáticas referidas a la teoría de la técnica, a la psicopatología y al efecto de lo ético e ideológico en el trabajo psicoanalítico.
Mantuvo una posición antiautoritaria y antidogmática, favoreciendo la tolerancia y el respeto por el otro.

## Biografía
Nació el 23 de enero de 1920 en Francia. Licenciada en Letras Clásicas por la Universidad de Toulouse (1941), fue miembro titular de la Asociación Psicoanalítica Argentina y de la Asociación Psicoanalítica Internacional desde 1959. Entre 1954 y 1965, junto a Willy Baranger, fundó la Asociación Psicoanalítica Uruguaya, organizando el Instituto de Psicoanálisis, del que fue directora desde 1955 hasta 1964, y colaboró con la Revista Uruguaya de Psicoanálisis. Allí ejerció las funciones docentes de analista didáctica, supervisora y profesora de seminarios. Continuó con estas actividades en la Asociación Psicoanalítica Argentina a partir de su regreso a Buenos Aires en 1966. Es autora de trabajos presentados en distintas ediciones del Congreso Psicoanalítico Internacional, así como de artículos y libros publicados en español y traducidos al francés, inglés, italiano y turco.
Publicó numerosos trabajos en prestigiosas revistas psicoanalíticas, tales como The International Journal of Psychoanalysis, la Revista de Psicoanálisis la Asociación Psicoanalítica Argentina y la Revista de la Asociación Psicoanalítica Uruguaya.

## Premios
- Premio Konex de Psicoanális en 1996.[2]
- Sigourney Award en 2008.[14]